# Daubensand
Daubensand (Düwesànd in dialetto alsaziano) è un comune francese di 447 abitanti situato nel dipartimento del Basso Reno nella regione del Grand Est. È situato sul fiume Reno, e confina con il comune tedesco di Schwanau.

## Società

### Evoluzione demografica
Abitanti censiti